# Ovidius
Publius Ovidius Naso (Sulmo, 20 maart 43 v.Chr. – Tomis, 17 na Chr.) behoort samen met Vergilius, Horatius, Propertius en Tibullus tot de grote dichters uit het augusteïsche tijdvak. Samen met de eerste twee wordt hij beschouwd als een van de canonieke dichters van de Latijnse literatuur. Met de laatste twee vormde hij de elegiaci. Ovidius was bevriend met Propertius, Bassus en Ponticus. Vergilius en Tibullus zouden al gestorven zijn voordat Ovidius hen had kunnen ontmoeten, hoewel Ovidius zelf wel stelt Vergilius gezien te hebben.
Ovidius' poëzie staat bekend om zijn speelse en vernieuwende karakter, vooral in de manier waarop wordt omgegaan met traditionele verhalen en genres. Zijn bekendste werken zijn de Metamorphosen, een mythologisch epos; de Heroides, een verzameling brieven van, voornamelijk, mythologische vrouwen aan hun minnaars; de Ars amatoria, een leerdicht over verleidingstechnieken; en de Amores, een verzameling elegieën. Ook schreef Ovidius de Tristia en de Epistulae ex Ponto, twee gedichtenbundels geschreven tijdens zijn verbanning aan de Zwarte Zee. Verder is Ovidius bekend om zijn onvoltooide Fasti, een gedicht over de Romeinse kalender en een belangrijke historische bron over Romeinse feesten. De poëzie van Ovidius is veelvuldig geïmiteerd tijdens de Late Oudheid en Middeleeuwen en heeft een grote invloed gehad op de Europese kunst en literatuur.

## Levensloop

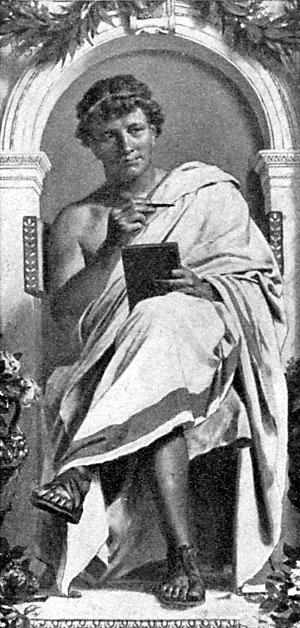
Publius Ovidius Naso

Ovidius werd geboren op 20 maart 43 v.Chr. uit een welgestelde equitesfamilie te Sulmo, nu het stadje Sulmona in de Abruzzen, op 100 km ten oosten van Rome. Dit schreef hij zelf in een autobiografisch gedicht tijdens zijn ballingschap in Tomis waarin hij beweert dat hij de zoon van een Romeinse burger uit Sulmo is. Hij benadrukt zelf meer dan eens dat hij, hoewel niet vooraanstaand door adel of rijkdom, niet tot de nouveaux riches behoorde.
Hij had een broer die net één jaar ouder was. De beide jongens kregen een verzorgde opvoeding. Ze studeerden onder meer retorica en rechten, eerst in Rome en later in Athene. Dit was de gebruikelijke opvoeding voor welgestelde Romeinen in die tijd. Seneca de Oudere, die ruim 10 jaar ouder was dan Ovidius maar hem wel met meer dan 20 jaar overleefde, beschrijft in zijn memoires hoe de medestudenten van de jonge Ovidius onder de indruk waren van zijn declamatie, die een poëtisch karakter had ondanks de prozavorm.
Ovidius kreeg een toga waarmee hij als volwassen werd beschouwd. Hij kon de politiek in en was lid van de Commissie van Drie. Hij had in de senaat kunnen komen, maar dit is toch niet gebeurd. De dood van zijn broer, die op 20-jarige leeftijd stierf na terugkeer uit Athene, was een zware slag voor de jonge Ovidius. Ovidius trouwde drie keer, maar de namen van zijn echtgenotes zijn niet bekend. In zijn Tristia (IV 10 en I 3.) vertelt hij zelf over zijn levensloop.
In een politieke of juridische carrière had Ovidius helemaal geen interesse, maar des te meer in literatuur, tot ongenoegen van zijn vader, die het niet eens was met zijn literaire aspiraties. Niettemin debuteerde hij op 27-jarige leeftijd met zijn Amores, en maakte al vroeg naam als minnedichter, een van de vele groten tijdens de "gouden eeuw" van keizer Augustus. Op school blonk Ovidius vooral uit in de suasoria; een oefening waarbij je je goed moet kunnen inleven. Hij kon overtuigende betogen schrijven door het grote psychologische inzicht waarover hij beschikte. Hij was goed bevriend met Tibullus, en Propertius. Tijdens zijn jeugd ging hij ook veel om met Aemilius Macer, over wie hij met bewondering vertelt. Ook Horatius behoorde tot zijn kennissen; deze droeg soms voor uit eigen werk. Met Vergilius, die de oudere generatie vertegenwoordigde, heeft hij naar eigen zeggen één enkele keer kennis gemaakt. Ovidius was welgesteld genoeg om zich volledig aan de dichtkunst te wijden. Al gauw volgden de Ars Amatoria (De kunst van het liefhebben) en de Remedia Amoris (Remedies tegen de liefde), zijn bekendste dichtbundels. Hij kon zich een luxueus en losbandig leven in de mondaine grootstad Rome veroorloven. Als gevierd dichter hield hij regelmatig voordrachten uit eigen werk, wat zijn roem alleen maar vergrootte.

## Verbanning naar Tomis?
Ovidius vertelt in zijn dichtwerken dat hij in 8 na Chr., terwijl hij grootvader was door de twee huwelijken van zijn dochter, werd verbannen door keizer Augustus naar het verre Tomis (het huidige Constanța, aan de kust van de Zwarte Zee, provincia Moesia, nu Roemenië). Van deze strafmaatregel bestaan echter geen andere vermeldingen dan die van Ovidius zelf. Er zijn daarom volgens deskundigen twee mogelijkheden:
A) Ovidius werd door keizer Augustus verbannen naar Tomis;
B) Ovidius werd niet verbannen, hij heeft dit zelf doelbewust verzonnen, ‘in scène gezet’.

### A. Verbanning naar Tomis
De reden voor deze verbanning is nooit echt opgehelderd. Ovidius zelf schrijft in zijn werk Tristia (Treurzangen) dat een carmen (gedicht) en een error (vergissing) hem ten val brachten. Over het gedicht laat hij doorschemeren dat Ars Amatoria de schuldige was, een werk dat met zijn frivole losbandigheid tegen de morele hervormingen van keizer Augustus indruiste. Deze vaardigde juist allerlei wetten uit ter bevordering van de moraliteit, omdat het volk in zijn ogen moreel was afgegleden na de burgeroorlogen. Oude normen en waarden moesten in ere worden hersteld. Zo kwamen er wetten om het familieleven meer aanzien te geven: overspel en echtscheiding werden bestraft, koppels aangezet om meer kinderen te krijgen, vrijgezellen en kinderloze echtparen beboet. Ovidius’ werk stond daar haaks op. In zijn werken ging het voornamelijk over verliefdheid, passie, erotiek, trouw, bedrog, jaloezie.
Ovidius vertelt ook wat de vergissing inhield: hij had per ongeluk iets gezien, wat hij niet had mogen zien. Over wat hij precies zag is veel gespeculeerd. Misschien had hij Augustus betrapt tijdens een amoureuze ontmoeting? Een andere mogelijke reden betreft Julia, Augustus' enige dochter. Ze was drie keer getrouwd. De eerste keer met Marcellus (de zoon van Octavia, de zus van Augustus), de tweede keer met Agrippa en de derde keer met Tiberius. Het huwelijk met Tiberius mislukte en Julia ging een aantal keren vreemd. Ze zou zelfs een keer met Ovidius vreemdgegaan zijn. Hier zou Ovidius misschien iets te loslippig over geweest zijn. Dit zou volgens H.J. Rose een belachelijk idee zijn omdat zij als geliefde prinses zich niet snel aangetrokken zal hebben gevoeld tot een man van vijftig die geen hoge sociale status had. We weten het niet, maar Ovidius vond kennelijk dat hij geen misdaad had begaan en het slachtoffer was van een misverstand.
Daar, in een uithoek van de Romeinse wereld, leidde de frivole stadsmens Ovidius een troosteloos bestaan in eenzaamheid, en kwijnde langzaam weg te midden van wat hij barbaren noemde. Door zijn verbanning had Ovidius geen zin meer om de Fasti af te maken. Zijn vrouw bleef achter in Rome. Augustus stond Ovidius weliswaar toe zijn bezit en burgerrechten te behouden, maar het stak de dichter enorm uit de beschaafde wereld te zijn verstoten. Voor iemand uit de Romeinse bovenklasse was de verbanning een gruwelijke straf. Zonder ooit in eer hersteld te zijn is Ovidius overleden in 18 n.C. Volgens sommige bronnen was dit halverwege 17 n.C., maar in de Fasti beschrijft hij de bouw van een nieuwe tempel voor Jupiter in oktober dat jaar. Dat nieuws had natuurlijk wat tijd nodig om in Tomis aan te komen, dus Ovidius zal begin 18 n.C. zijn gestorven.
Voor zichzelf liet hij een grafschrift na:
Ik, Naso, die hier rust, die speelse dichter van de liefde,
ben door mijn eigen dichttalent ten val gebracht.
Reiziger, wees zo goed, indien u ooit bemind hebt,
te zeggen: 'Beenderen van Ovidius, rust zacht!
Tristia 3.3.73-6; vert. D. den Hengst

### B. ‘Verbanning’ verzonnen als publiciteitsstunt
Sommige geleerden (de Leidse hoogleraar J. J. Hartman, O. Janssen, A. Fitton Brown) hebben de hypothese verdedigd dat Ovidius zijn verbanning ensceneerde, als raam voor zijn Tristia en Epistulae ex Ponto. Door uit het zicht van de Romeinse stadsmensen te verdwijnen wist hij zich in de belangstelling te werken.
Voor deze veronderstelling zijn de volgende argumenten aangevoerd: Ovidius werd onwaarschijnlijk ver verbannen voor iemand die ofwel geen misdaad, ofwel een zeer lichte misdaad begaan had; ook kreeg hij nooit vergiffenis, wat het nog onwaarschijnlijker maakt; de gegeven topografische details zijn onjuist; al zijn werken zijn volledig bewaard gebleven wat erop wijst dat ze uitgegeven zijn in Rome. Door die error te vermelden en zeer geringe details te geven bouwde hij een spanning op bij zijn lezerspubliek, want de Romeinse roddelmachine zou willen weten wat hij had gezien, en zo zijn volgende werken willen lezen. Sommige geleerden twijfelen aan het waarheidsgehalte van de verbanning omdat er door geen enkele schrijver uit die tijd iets over gezegd wordt, terwijl Ovidius een beroemde dichter was.
Sommige tegenstanders van de theorie van de verbanning brengen ook in dat de Ars amatoria het zeer braaf houdt, en eigenlijk alleen maar tips geeft tot het versieren van een meisje, en er geen sprake is van aanmoedigingen tot decadente toestanden.

## Ovidius' werk

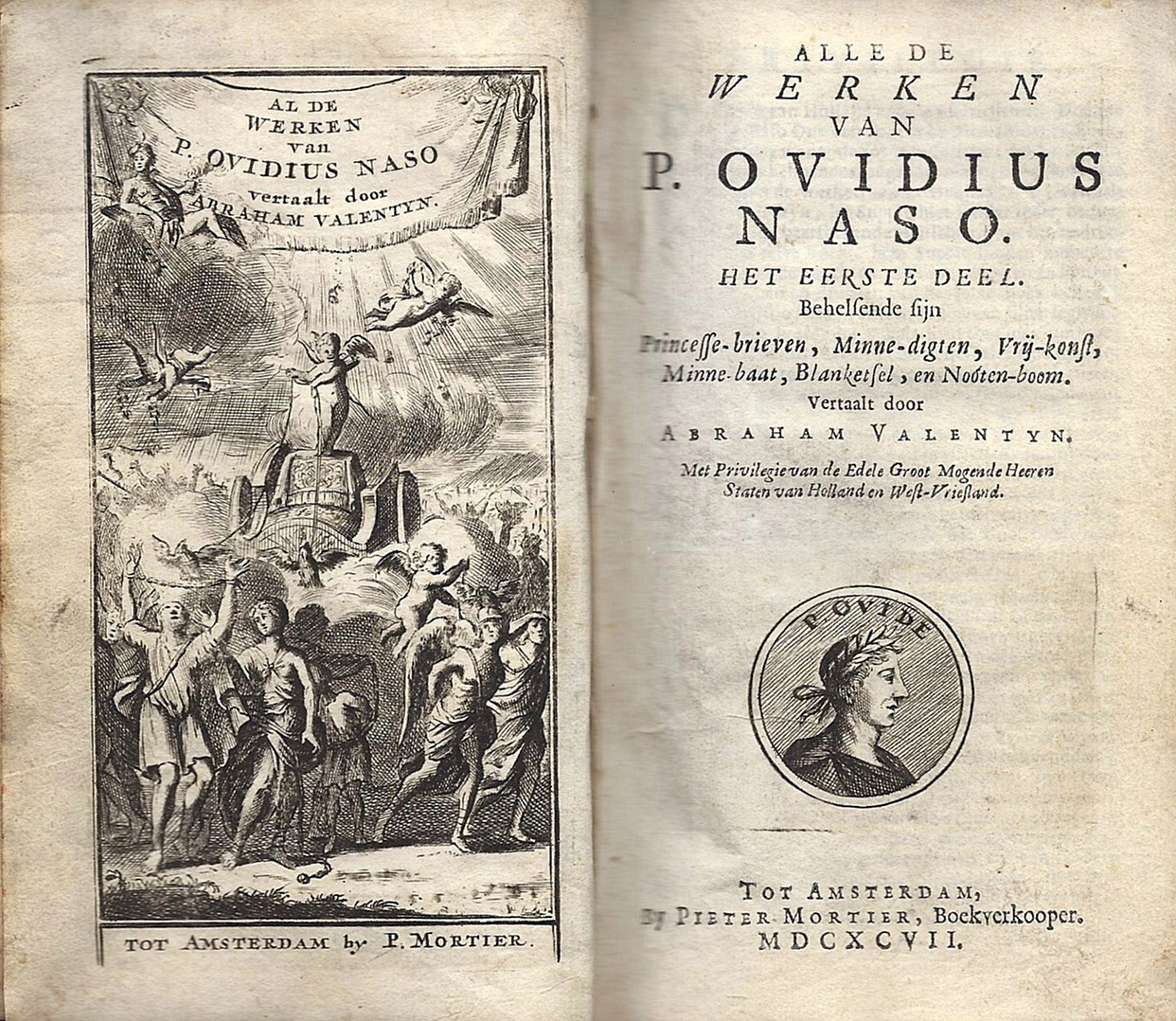
Nederlandse vertaling van het werk van Ovidius (Amsterdam 1697)

In veel gedichten is Ovidius een geleerde dichter, een zogenaamde poeta doctus, die schrijft voor een hoogopgeleid publiek dat zijn klassieken kende. Hij heeft de literatuur verrijkt met twee nieuwe ‘genres’: heldinnenbrieven en ballingschapsgedichten. Zijn werk als dichter kan in een aantal perioden opgedeeld worden:

### Jeugdwerk
In de Latijnse literatuur wordt de benaming "jeugdwerk" vaak gekoppeld aan de mindere lectuur, vervaardigd als schoolopdracht of als probeersel om een eigen stijl te vinden. Dit geldt echter niet voor de Ars Amatoria, de Amores en de Epistulae Heroidum, die al gerekend kunnen worden tot zeer hoogstaande literatuur en reeds de kenmerken van de volgende werken vertonen. In de eerste periode ligt het accent in zijn werk op de liefde en de erotiek.
- Zijn hoofdwerk uit die begintijd is de bundel Amores (Liefdeszangen), geschreven in Rome[19] en gepubliceerd in 3 boeken in 16 voor Chr.[19]: lichtvoetige verzen waarin Ovidius zijn denkbeeldige liefde Corinna bezingt. De liefde wordt vooral als een spel geschetst.

In dit eerste grote werk van Ovidius is de invloed van andere grote schrijvers als Tibullus en Propertius duidelijk te zien: erotische gedichten die gaan over liefdesavonturen, nachtelijke serenades, jaloezie en veel meer. De vrouw over wie Ovidius schreef is Corinna. Zij kreeg zo veel verschillende eigenschappen dat het niet aannemelijk is dat zij ooit echt heeft bestaan. Ovidius verklaarde zelf dat hij geen genoegen nam met maar één vrouw, hij had er liever minstens twee, en zou zich aangetrokken voelen tot elke mooie vrouw. De Amores bestaat uit 49 gedichten, variërend van 18 tot 114 regels lang.
- Naast de Amores schreef hij ook de Heroides, ook wel Epistulae Heroidum, Heldinnen in het elegisch distichon. Het gaat om fictieve brieven van bekende mythologische vrouwen zoals Ariadne en Penelope. De Heroides zijn moeilijk te dateren. De eerste 15 brieven van beroemde vrouwen aan hun geliefden zijn, op een enkele uitzondering na, geschreven voor 15 v.Chr. Van de laatste 6 brieven zijn er 3 geschreven door bekende mannen en in de andere drie staat het antwoord van hun vrouw. Deze zijn tussen 4 en 8 n.C, vlak voor Ovidius' verbanning naar Tomis geschreven.[22]
- Ook de Ars Amatoria (liefdeskunst), ook wel Ars Amandi, dateert uit deze periode: tussen 1 voor Chr. en 8 na Chr. Het is een leerdicht over verliefd worden en verliefd zijn, feitelijk een parodie op de didactische poëzie. De informatie en inspiratie voor Ars Amatoria (en andere gedichten) had Ovidius bijna altijd door eigen ervaringen en inzichten. Soms heeft hij wel tips uit de Hellenistische poëzie gebruikt.[23]

In het eerste boek van de Ars Amatoria wordt advies gegeven over hoe je een vrouw kan veroveren. In het tweede boek beschrijft hij hoe je een vrouw bij je kan houden. In het derde boek – om de inhoud van de eerste twee boeken te compenseren - geeft Ovidius tips hoe een vrouw een man kan verleiden.
De Ars amandi heeft 2330 versregels, het vervolg Remedia amoris heeft er ruim 800. Toen de Ars Amandi acht jaar bestond, werd het door keizer Augustus verboden om het te lezen en werd het uit de Romeinse bibliotheken verwijderd.
- In die tijd verscheen nog een klein "tussenwerk", de Medicamina Faciei (eerder dan 8 na Chr.), een boek over de gelaatsverzorging.
- Als vervolg hierop verscheen de Remedia Amoris (Remedies tegen de liefde).
- Ovidius heeft ook Medea geschreven, tussen 12 en 8 v. Chr.[24] Deze tragedie, die een groot succes was, is op twee regels na verloren gegaan.[19]

### Hoofdwerk

Metamorphoses, 1643

In de tweede periode zoekt hij zijn inspiratie in de Griekse mythologie en de nationale folklore.
- Het belangrijkste werk dat in deze tijd ontstaat is de Metamorphosen (Gedaanteverwisselingen): een bundel verhalen uit de Griekse mythologie. Ovidius vertelt de voor zijn publiek bekende legendes opnieuw. Hij doet dat op zo’n manier dat de verhalen minder vertrouwd raken en ook weer interessanter zijn om te lezen.[11] De Metamorphoses bestaat uit 15 boeken met verhalen uit de Griekse mythologie, beginnend bij de schepping van de wereld en eindigend met de apotheose van Caesar. Toen Ovidius in 8 n.C. door keizer Augustus verbannen werd, was de Metamorphosen nog niet af. Hij verbrandde zijn werk, maar door kopieën die zijn vrienden hadden, bleef het gespaard.[26] Door onder anderen Vondel is dit werk later in het Nederlands vertaald.
- Ook begon hij aan zijn onvoltooide Fasti, een Romeinse feestkalender, waarin elke maand beschreven en etiologisch verklaard wordt. In de Fasti wordt met behulp van astrologische, meteorologische, agrarische, mythologische en historische informatie elke maand beschreven.[27] Ook wordt de oorsprong van alle feestdagen en bijbehorende rituelen beschreven. In zijn ballingsoord is het werk onafgewerkt blijven liggen: slechts de eerste zes maanden waren klaar. Vermoedelijk ebde zijn interesse voor de etiologische verklaring van de feestdagen weg[bron?] en besloot hij het halverwege af te breken.

### Laat werk
In zijn Tristia en de Epistulae ex Ponto maakt hij een schitterende synthese van lyriek en epiek. De derde periode valt samen met zijn ballingschap in Tomis. Daar heeft hij nog een aantal werken geschreven:
- De Tristia (Treurzangen), een vijfdelige bundel met brieven aan vrienden en kennissen in Rome, waarin geklaagd werd over de omstandigheden van zijn ballingschap en gevraagd werd om voor zijn vrijlating te pleiten bij de keizer.
- De Ibis, een tweedelig dichtwerk waarin hij een vijand vervloekt (ca. 8-12 n.Chr.).
- Daarnaast de Epistulae ex Ponto (Brieven vanuit het Zwarte Zeegebied), een verzameling poëtische verzoekschriften gericht aan vrienden en prominente Romeinen met de bede hun invloed aan te wenden aan het keizerlijke hof, om herziening van zijn lotsbestemming te bekomen. De eerste drie boeken werden uitgegeven in 12-13 n.Chr., het vierde werd pas na zijn dood gepubliceerd. Hij zou ook een gedicht in het Getisch geschreven hebben, dit is echter nooit bewezen.
- Na Ovidius' dood in 17 na Chr. zijn ook nog de Halieutica, een werk over de vissen in de Zwarte Zee, en Nux (de Noteboom), over een noteboom die door voorbijgangers werd bekogeld met stenen, onder zijn naam uitgegeven.[28]

## Waardering
De waardering voor het werk van Ovidius schommelde in de loop van de geschiedenis, in tegenstelling to bijvoorbeeld de blijvende canonische status van Vergilius. Tijdens zijn leven werd hij zeer geprezen om zijn metrisch vernuft en gevoel voor drama. Er was echter ook een groep tegenstanders die zijn werk te 'frivool' vond.
In de middeleeuwen was Ovidius niet alleen een filosoof en een encyclopedist, maar ook een leraar. Hij was niet zo populair als andere dichters, maar zijn werk werd gewaardeerd. In de vroege middeleeuwen werd zijn werk amper gelezen. Het zou immoreel en heidens zijn. Vergilius genoot toen echter grote waardering, wat te verklaren valt doordat deze wel een moraliserende inslag heeft en het verhevene predikt. Pas in de 12e eeuw werd Ovidius' dichtkunst meer op waarde geschat. Men paste wel een christelijke allegorisch-moraliserende uitleg toe. Dit leidde tot de Ovide Moralisé en commentaren van onder meer Pierre Berçuire in het Reductorium Morale.
Vooral in de renaissance in de 16e en 17e eeuw grijpen velen terug op motieven uit zijn werken. Dit wordt ook weleens de "Aetas Ovidiana" (het "Ovidius-tijdperk") genoemd. Zijn vertelkunst inspireerde Torquato Tasso, Chaucer, John Milton en Vondel.
In de 19de eeuw en in de eerste helft van de 20ste stond de kritische waardering voor Ovidius op een laag pitje. Ovidius mocht dan wel betoverende poëzie hebben geschreven; hij nam zichzelf nooit ernstig en verdiende het niet door ons als lezers ernstig te worden genomen. Men verweet hem de introductie van retoriek in de poëzie.
Recente Ovidiuskritiek legt een hernieuwde belangstelling voor deze auteur vanaf de late jaren 1980 uit door een verband tussen zijn dichtwerk en de kenmerken van het postmodernisme: een mengeling van hogere en lagere genres; uitdrukkelijk in zijn culturele oorsprong en invloeden; en met belangstelling voor retoriek en verbale illusies waardoor materiële fenomenen uit de taal zelf voortkomen.
De klassieke literaire canon is zelf het voorwerp van kritiek, bijvoorbeeld door Costanze Güthenke en Brooke Holmes, omwille van de sociale, culturele en raciale beperkingen die hij oplegt aan het hedendaagse perspectief op de Grieks-Romeinse oudheid. Ovidius zelf past dan weer niet helemaal in die kritiek, omdat hij enerzijds als man uit de Romeinse elite geweld tegen vrouwen beschreef, maar anderzijds zelf als balling het voorwerp van sociale uitsluiting vormde.